# Bélial

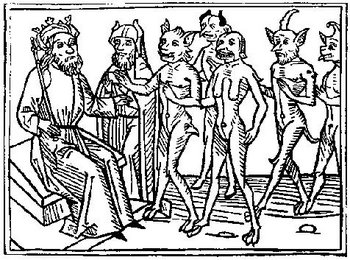
Dřevořez znázorňující Beliala a některé jeho následovníky (z knihy Jacoba de Terama Buche Belial z roku 1473)

Belial (či Beliáš) je jedním ze čtyř korunních knížat pekla. Poprvé se o něm zmiňují židovské apokryfy. Jeho dalšími jmény jsou Belhor, Baalial, Beliar, Belias, Beliall, Beliel, Bilael, Belu, z hebrejštiny בְּלִיַּ֫עַל Bəliyyáal, ve starších skriptech Matanbuchus, Mechembuchus, Meterbuchus.

## Etymologie
Etymologie tohoto slova je nejistá, ale nejčastěji je překládán z hebrejštiny (Beli yo'il) jako "bez jmění".
Sebastien Michaelis uvádí, že Belial svádí prostřednictvím arogance a jeho protivník je František z Pauly, v tomto smyslu je jeho jméno překládáno jako "pán domýšlivosti" (Baal ial).

## Křesťanství
V Novém zákoně je Belial nazýván jako démon, Satan či Lucifer. Od středověku byl považován za mocného krále pekla.
Jako démon měl lidi svádět k hříchům. Zejména sexu, chtíči a obžerství.

## Satanismus
Satanská bible uvádí, že jeho jméno znamená "bez pána" a symbolizuje skutečnou nezávislost, soběstačnost a osobní úspěch.
Belial představuje zemní element, je pánem a učitelem lidstva, představuje tělesné a základní potřeby lidí.

## Démonologie
V démonologii je to démon nepořádku a zmatku, který ovládá tento svět, personifikuje zlo a pobývá v samé blízkosti Satana.
Objevuje se v podobě anděla neobyčejné krásy, sladce mluvícího.
Podle démonologa de Lancra je démonem vzpoury a neposlušnosti, který se první vzbouřil proti bohu.
Pro evokatéra je jedním z nejnebezpečnějších zjevů a reprezentuje égregor, revoluci sociálního typu.